# 伊沃·齐普齐
伊沃·齐普齐（1933年4月25日—），克罗地亚男子水球运动员。他曾代表南斯拉夫国家队参加1956年和1960年夏季奥林匹克运动会水球比赛，其中1956年奥运会获得一枚银牌。